# Palacio de la Capitanía General de Canarias
El Palacio de la Capitanía General de Canarias es un edificio que se encuentra en la ciudad de Santa Cruz de Tenerife y es sede de la jefatura militar de las Islas Canarias (España). Además contiene el Archivo Intermedio Militar de Canarias.

## Descripción

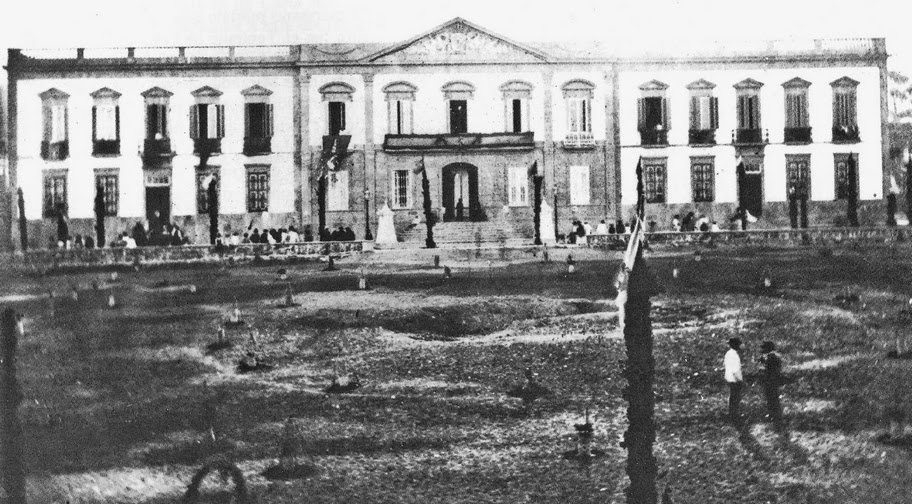
Palacio de la Capitanía General de Canarias en 1885. En primer plano los terrenos de la plaza Weyler, inaugurada en 1893.

El edificio se encuentra en pleno centro de la ciudad, frente a la Plaza Weyler. El cargo existe desde 1589 y Santa Cruz de Tenerife ha sido sede de la jefatura desde 1656, bien como ciudad, bien como capital, ya que la capitalidad durante un tiempo estuvo en La Laguna; su actual ubicación data de 1881. El salón de actos, situado en la parte noble del edificio, tiene una iconografía realizada por Gumersindo Robayna que representa los escudos y símbolos de cada una de las islas del archipiélago, juntos con el de Castilla y León, flanqueados por alegorías de la Ley y la Justicia. También son obras de Robayna los relieves del frontón exterior y la ornamentación del comedor de gala.
Cada año se celebra en este edificio la festividad de la Pascua Militar, que se instituyó en 1782, bajo el reinado de Carlos III, como expresión de júbilo por la recuperación de la isla de Menorca, entonces en manos de los ingleses. El citado monarca brindaba, de esta forma, al ejército canario una muestra de su aprecio. Esta fiesta es celebrada sobre todo por las Fuerzas Armadas de Canarias bajo la presencia del jefe del Mando Militar de Canarias, en representación del Rey de España.